# 小松裕介
小松 裕介（こまつ ゆうすけ、1981年〈昭和56年〉12月14日 - ）は、日本の実業家。株式会社スーツ代表取締役、内閣官房地域活性化伝道師、総務省地域力創造アドバイザー及び国土交通省PPPサポーター。神奈川県横浜市出身。

## 経歴
- 2004年3月 - 中央大学法学部卒業[1]
- 2004年4月 - オメガ・プロジェクト株式会社（現・伊豆シャボテンリゾート）入社。
- 2006年3月 - 日本テレネット株式会社（現・アロートラストシステムズ）取締役就任。
- 2006年4月 - オメガプロジェクト・ホールディングス株式会社（現・伊豆シャボテンリゾート）社長室長就任。
- 2008年6月 - 株式会社USSひまわりグループ取締役就任。
- 2008年6月 - 株式会社TTGホールディングス取締役就任。
- 2008年8月 - 株式会社カレンシートレード取締役就任。
- 2008年8月 - 株式会社ATS代表取締役社長就任。
- 2009年7月 - 株式会社TTG北海道取締役就任。
- 2009年12月 - オメガ・プロジェクト株式会社代表取締役社長就任。
- 2009年12月 - 株式会社サボテンパークアンドリゾート（現・伊豆シャボテン公園）取締役就任。
- 2009年12月 - エムスリイエンタテイメント株式会社取締役就任。
- 2010年4月 - 株式会社サボテンパークアンドリゾート代表取締役専務就任。
- 2011年2月 - 株式会社サボテンパークアンドリゾート専務取締役就任。
- 2011年6月 - ソーシャル・エコロジー・プロジェクト株式会社（現・伊豆シャボテンリゾート）取締役就任。
- 2011年6月 - 株式会社サボテンパークアンドリゾート代表取締役専務就任。
- 2012年10月 - サボテンパークアンドリゾートの会社分割により、株式会社伊豆四季の花・海洋公園（現・伊豆シャボテン公園）を設立し、同社の代表取締役専務に就任。
- 2012年10月 - 株式会社サボテンパークアンドリゾート専務取締役就任。
- 2013年3月 - ソーシャル・エコロジー・プロジェクト株式会社代表取締役社長就任[4]。
- 2013年6月 - 株式会社サボテンパークアンドリゾート代表取締役会長就任。
- 2013年6月 - 株式会社伊豆四季の花・海洋公園取締役就任。
- 2014年12月 - 株式会社スーツを設立し、代表取締役就任。
- 2015年5月 - 株式会社スーツ・リアルエステート（現・スーツ・ウェルス・マネジメント）を設立し、代表取締役社長就任。
- 2015年8月 - 習志野市大久保地区公共施設再生事業手法検討専門委員会委員就任。
- 2016年1月 - 株式会社TAKESUMIを設立し、代表取締役社長就任。
- 2016年4月 - 総務省地域力創造アドバイザー就任。
- 2016年4月 - 内閣官房地域活性化伝道師就任。
- 2016年5月 - 習志野市大久保地区公共施設再生事業提案審査委員会委員就任。
- 2017年2月 - 一般社団法人日本デジタル芸術スポーツ文化創造機構監事就任。
- 2017年7月 - 習志野市公有資産まちづくりアドバイザー就任。
- 2017年3月 - パシフィック・アライアンス総研株式会社代表取締役社長就任。
- 2018年1月 - PFI和光市広沢株式会社取締役就任。
- 2018年2月 - 一般社団法人和光市広沢エリアマネジメント代表理事就任。
- 2018年9月 - 一般社団法人スクール・トゥ・ワーク監事就任。
- 2019年6月 - 国土交通省PPPサポーター就任。
- 2019年7月 - 和光市市庁舎にぎわいプラン基本計画策定委員会委員就任。
- 2019年10月 - 株式会社スペース・バジル取締役就任。
- 2020年10月 - 株式会社VAZ代表取締役社長及び株式会社KOLTECH代表取締役社長就任。
- 2022年12月 - 株式会社スーツを新設分割し、新設した株式会社スーツ代表取締役社長CEO就任。

## これまでの仕事
- 伊豆シャボテン公園グループの企業再生(2009-2014)
- 伊豆シャボテン公園「元祖カピバラの露天風呂30周年」(2012-2013)
- ソーシャル・エコロジー・プロジェクト株式会社の経営権争い（2012-2014）
- 共同ピーアール株式会社の委任状争奪戦のアドバイザー[5]（2015）
- 習志野市大久保地区公共施設再生事業（2015-2016）
- 和光市広沢複合施設整備・運営事業[6][7][8](2019)
- 東京2020参画プログラム「ONE TEAM PROJECT」「宇宙から東京2020エール！」企画第2弾「G-SATELLITE 宇宙へ」[9](2020)
- VAZの企業再生(2020-2022)
- フューチャーベンチャーキャピタル株式会社の委任状争奪戦のアドバイザー[10]（2023）

## 伊豆シャボテン公園をめぐる経営権争い
- 2010年6月3日現代ビジネス「「二信組事件」山口敏夫元労相が影響力を行使する「意外な会社」」
- 2012年7月24日東洋経済ONLINE「カピバラ、チンパンジーで著名な「伊豆シャボテン公園」の競売開始決定に、運営元ソーシャル・エコロジーが執行異議申し立て」
- 2013年5月13日現代ビジネス「伊豆シャボテン公園G・SPR社長の告白「山口元代議士支配が続けば会社は破綻する！」」
- 2014年6月16日ビジネス法務の部屋「株式会社による株主の議決権行使禁止の仮処分命令申立」
- 2014年8月5日Business Journal「一大公園運営企業を舞台に、あの元大物大臣と「歓楽街の影の帝王」が全面戦争？」
- 2014年11月28日Business Journal「伊豆シャボテン公園で不可解な乗っ取り騒動勃発？あの大火災で有罪確定の人物が関与？」
- 2015年4月10日商事法務「実務分析 M&A判例ハンドブック」第4章新株・新株予約権の発行 第4節新株・新株予約権の不公正発行に関する裁判例
- 2018年8月15日ビジネス法務の部屋「経営権紛争における弁護士費用の支出と取締役の任務懈怠」
- 2018年9月25日ジュリスト2018年10月号（No.1524）「防衛策検討のための弁護士報酬と取締役の善管注意義務」
- 2018年10月25日旬刊商事法務No.2179（10月5･15日合併号）「企業買収防衛と会社役員の義務―伊豆シャボテンリゾート役員責任追及訴訟を題材として―」
- 2018年12月01日金融・商事判例No.1554（2018年12月1日号）「株式会社からの同社の元取締役に対する善管注意義務違反を理由とする損害賠償請求が棄却された事例」
- 2019年4月10日ジュリスト臨時増刊「平成30年度重要判例解説」2019年4月10日号（1531号）「防衛策検討のための法律事務所への委任と善管注意義務」
- 2019年5月月刊税務事例Vol.51No.5通巻596号「株式会社からの同社元取締役に対する善管注意義務違反を理由とする損害賠償請求が棄却された事例（伊豆シャボテンリゾート事件）」
- 2020年5月31日同志社法學「敵対的買収における防衛策と取締役の善管注意義務―伊豆シャボテンリゾート元代表取締役に対する損害賠償請求控訴事件―」
- 2021年7月早稲田大学 IT戦略研究所 Case Study「20代社長のテーマパークV字回復～経営権争奪戦下での伊豆シャボテン公園の改革事例～」

## 講演・メディア
- 日本プロ経営者協会「中小・中堅企業で求められるプロ経営者のリーダーシップ～人を動かす本当の影響力～」
- 宙畑SORABATAKE「広告・エンタメ×宇宙！ TV、WEBに次ぐ“宇宙マーケティング”の可能性」
- 東洋経済「お騒がせYouTuber事務所｢VAZ｣は変身できるか」
- gamebiz「【連載】中山淳雄の「推しもオタクもグローバル」第8回企業再生のプロ小松裕介が手掛けた、YouTuber事務所VAZの進化」
- 起業・創業・資金調達の創業手帳スーツ　小松裕介｜プロ経営者の経験をプロダクトへ。簡単に使える「タスク管理ツール」で経営を支援
- PRESIDENT Online（プレジデントオンライン）ビジネスは当たり前のことを当たり前にするだけでいい…ビジネスを成功させる"チームのタスク管理" 所属YouTuberが炎上を繰り返し､経営危機に陥った

## 書籍
著書
- 1+1が10になる組織のつくりかた　チームのタスク管理による生産性向上（2025年5月29日、実業之日本社）ISBN 978-4-40-865143-9[11]